# Texas A&M Aggies
Texas A&M Aggies – nazwa drużyn sportowych Texas A&M University w College Station, biorących udział w akademickich rozgrywkach w Southeastern Conference, organizowanych przez National Collegiate Athletic Association. 

## Sekcje sportowe uczelni

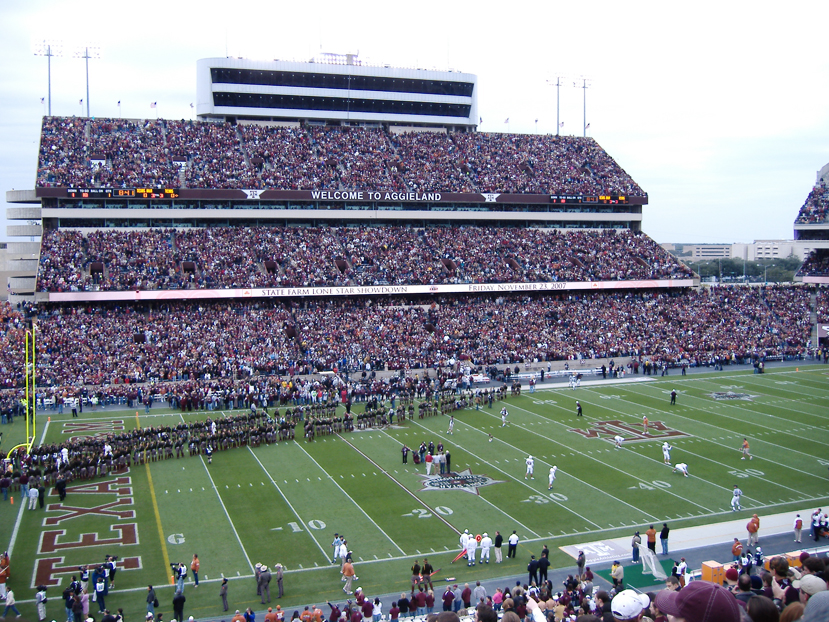
Kyle Field.

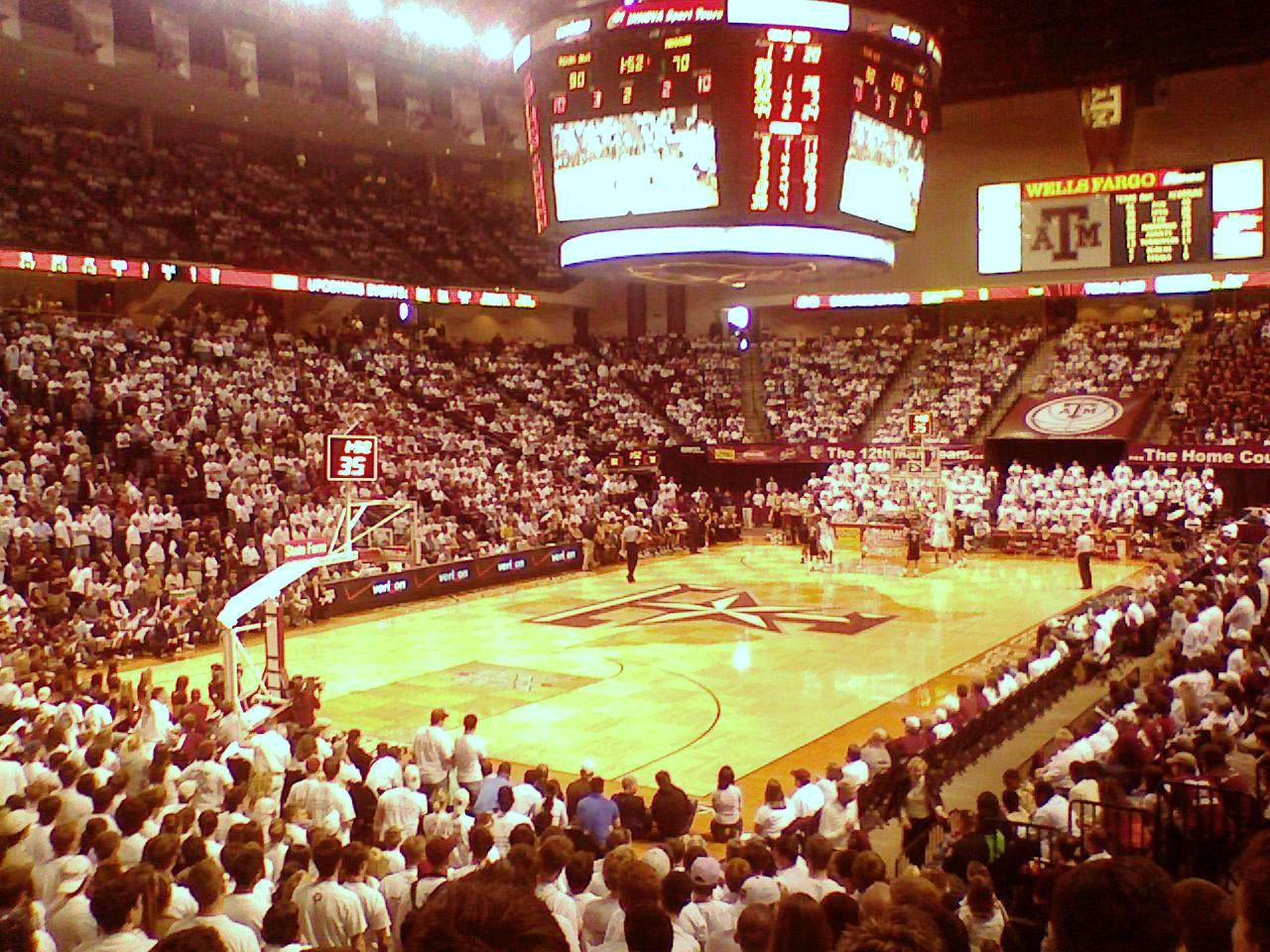
Reed Arena.

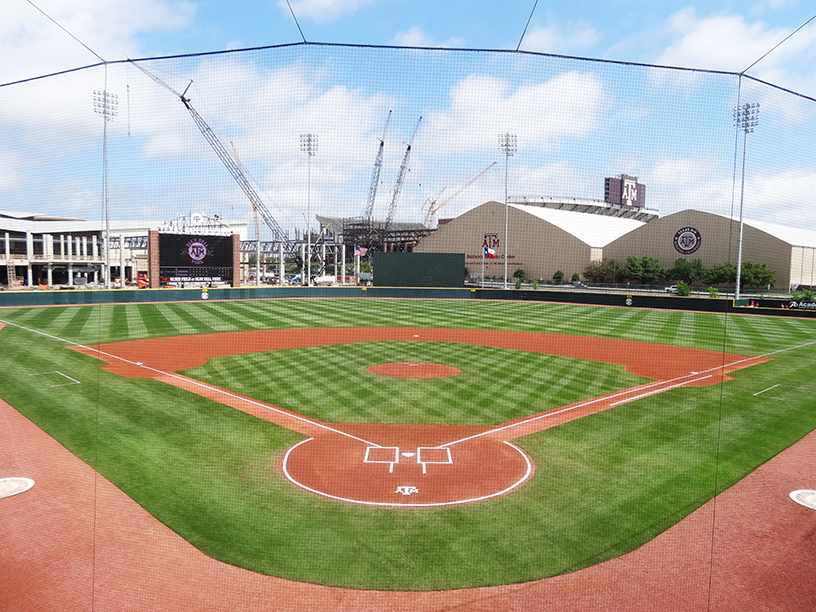
Olsen Field.

| Mężczyźni - baseball - bieg przełajowy - futbol amerykański (3): 1919, 1927, 1939 - golf (1): 2009 - koszykówka - lekkoatletyka (4): 2009, 2010, 2011, 2013 - pływanie - tenis | Kobiety - bieg przełajowy - golf - jeździectwo - koszykówka (1): 2011 - lekkoatletyka (4): 2009, 2010, 2011, 2014 - piłka nożna - siatkówka - pływanie - softball (2): 1982, 1983, 1987 - tenis |

W nawiasie podano liczbę tytułów mistrzowskich NCAA (stan na 1 lipca 2015)

## Obiekty sportowe
- Kyle Field – stadion futbolowy o pojemności 102 733 miejsc[3]
- Reed Arena – hala sportowa o pojemności 12 989 miejsc, w której odbywają się mecze koszykówki i siatkówki[4]
- Olsen Field at Blue Bell Park – stadion baseballowy[5]
- Gilliam Indoor Stadium – hala lekkoatletyczna o pojemności 4100 miejsc[6]
- Mitchell Tennis Center – korty tenisowe z trybuną o pojemności 3000 miejsc[7]
- Ellis Field – stadion piłkarski o pojemności 3500 miejsc[8]
- Aggie Softball Complex – stadion softballowy o pojemności 1750 miejsc[9]
- Rec Center Natatorium – hala sportowa z pływalnią o pojemności 1100 miejsc[10]